# نوبو کایهو
نوبو کایهو (انگلیسی: Nobuo Kaiho; ۲۱ دسامبر ۱۹۴۱ – ۲۰ آوریل ۲۰۱۵) بازیکن بسکتبال اهل ژاپن بود.